# ماهی طعمه‌ای

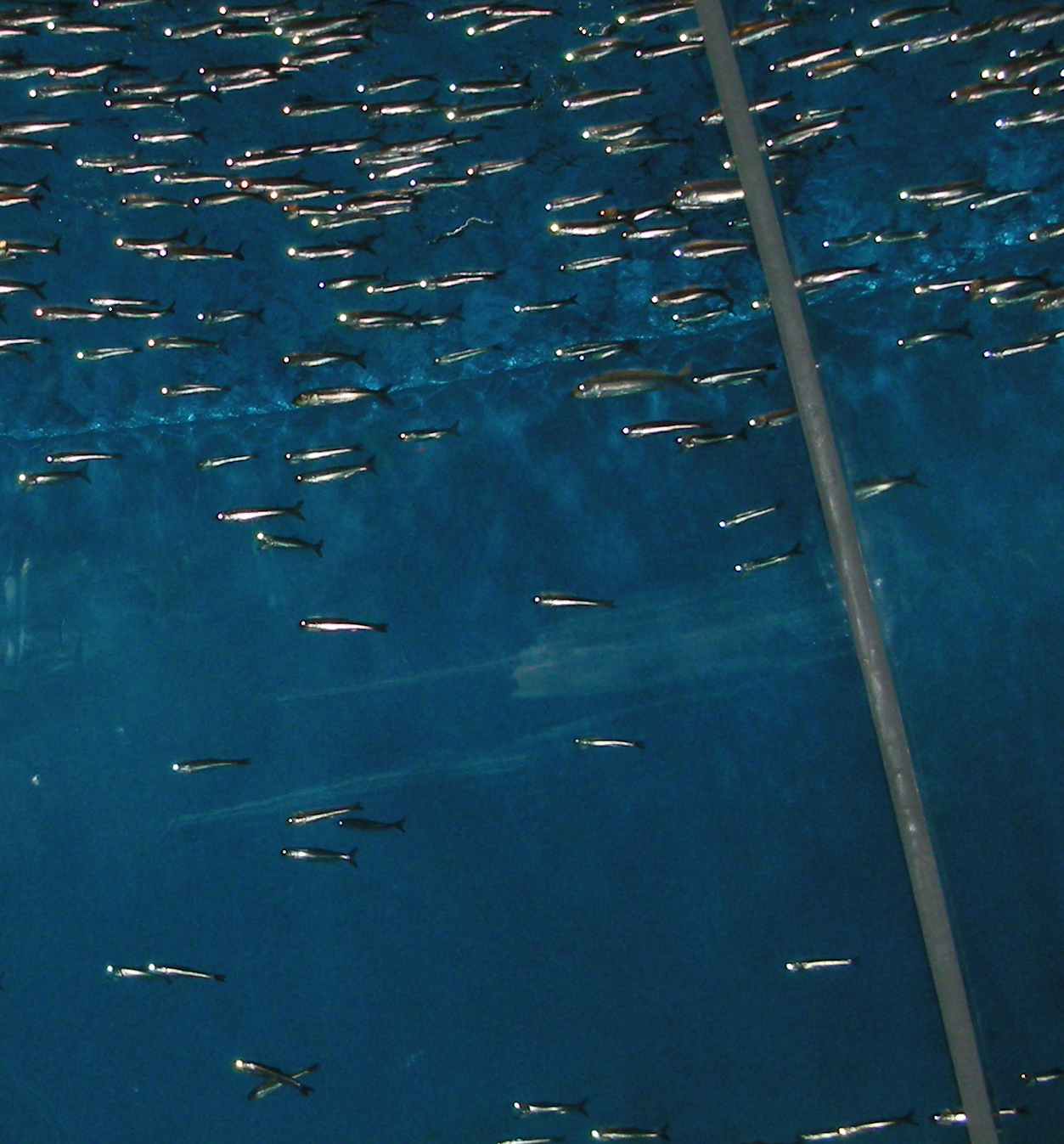
ماهی آنچوی ماهی طعمه‌ای رایج در اقیانوس است.

ماهی طعمه‌ای (یا ماهی طعمه) ماهی کوچکی است که توسط ماهیگیران به عنوان طعمه برای جذب ماهیان شکارگر بزرگتر، ماهی شکارشونده استفاده می‌شود. گونه‌های ماهی طعمه‌ای معمولاً آن‌هایی هستند که معمول هستند و به سرعت رشد می‌کنند و به همین دلیل صید آن‌ها آسان است و عرضه فراوانی دارند.
نمونه‌هایی از ماهی طعمه‌ای دریایی عبارتند از: ماهی موتوماهیان، ماهی تندابه، نیم‌منقارماهیان مانند بالیهو و اسکاد. برخی از ماهی‌های بزرگ‌تر مانند کودماهی، ماهی پرنده یا لیدی‌فیش ممکن است در برخی از دایره‌ها، بسته به اندازه ماهی بازی که دنبال می‌شود، طعمه‌ای در نظر گرفته شوند.
طعمه ماهیان آب شیرین شامل مینا از خانواده کپور (کپورماهیان)، خانواده مکنده (مکندگان)، مینو از زیرراسته برکه‌ماهی ( Cyprinodontoidei)، خانواده شاه‌ماهی‌های گودآبه (شگ‌ماهیان)، لنگرماهیان از راسته عقرب‌ماهی‌سانان و خانواده خورشیدماهیان و دهان‌کاغذی.